# 庭田重定
庭田 重定（にわた しげさだ）は、安土桃山時代から江戸時代初期にかけての公卿。

## 生涯
庭田重具の子として天正5年（1577年）に生まれる。天正6年（1578年）、2歳で叙爵し、天正11年12月18日（1584年1月30日）には元服・昇殿。慶長17年（1612年）、36歳で参議に任じられ、公卿に列せられた。翌年には従三位となった。
元和6年（1620年）、44歳で薨去した。法名は信田院峯月良珍。

## 官歴
- 天正6年12月27日（1579年1月24日）、従五位下
- 天正9年12月29日（1582年1月23日）、侍従
- 天正11年12月17日（1584年1月29日）、従五位上
- 天正14年1月15日（1586年3月5日）、正五位下
- 天正16年4月12日（1588年5月7日）、右近衛少将
- 文禄2年9月4日（1593年9月28日）、従四位下、少将如元
- 慶長6年1月6日（1601年2月8日）、従四位上
- 慶長11年1月6日（1606年2月12日）、正四位下
- 慶長16年4月21日（1611年6月2日）、右近衛中将へ転任
- 慶長17年1月11日（1612年2月12日）、参議、右近衛中将如元
- 慶長18年1月6日（1613年2月25日）、従三位
- 慶長18年7月19日（1613年9月3日）、参議を辞任
- 元和元年12月16日（1616年2月3日）、権中納言[2]
- 元和2年12月3日（1617年1月10日）、権中納言を辞任

## 系譜
- 父：庭田重具
- 母：純恵（常楽寺8世）の娘
  - 姉妹：庭田具子 - 後陽成天皇典侍
  - 兄弟：澄真、空順、永助[3]
- 妻：北条氏政の娘
- 妻：三条西公国の娘
  - 長男：庭田重秀
  - 次男：佐々木野資敦[4] - 佐々木野家を再興